# Acacia gourmaensis
Acacia gourmaensis är en ärtväxtart som beskrevs av Auguste Jean Baptiste Chevalier. Acacia gourmaensis ingår i släktet akacior, och familjen ärtväxter. Inga underarter finns listade i Catalogue of Life.